# إلزه أيغنر
إلزه أيغنر (بالألمانية: Ilse Aigner)؛ (7 ديسمبر 1964 -)، سياسية ألمانية تنتمي إلى حزب الاتحاد الاجتماعي المسيحي بولاية بافاريا (CSU) تشغل منصب رئيسة برلمان ولاية بافاريا. وقد شغلت أيجنر سابقاً منصب وزيرة الزراعة وحماية المستهلك والأغذية منذ أكتوبر 2008 حتى عام 2013.

## روابط خارجية
- إلسه أيغنر على موقع مونزينجر (الألمانية)